# Un sueño
Un sueño (en hangul, 드림; romanización revisada del coreano: Deurim) es una película surcoreana dirigida por Lee Byeong-heon y protagonizada por Park Seo-joon y Lee Ji-eun (IU). Su estreno estaba en principio previsto para 2021, pero después se aplazó a 2022 por retrasos debidos a la pandemia de Covid-19 y otras causas, y finalmente se estrenó en 26 de abril de 2023. Desde el 25 de julio del mismo año estaba a disposición en la plataforma Netflix.

## Sinopsis
Dream describe el desafío al que se enfrenta Yoon Hong-dae, un joven jugador de fútbol. Tras agredir en público a un periodista recibe una condena y se encuentra en libertad condicional. Entonces es nombrado entrenador de una improvisada selección de fútbol formada por personas sin hogar, que jamás habían jugado a este deporte, para participar en la competición por la Copa Mundial de Personas sin Hogar.

## Reparto

### Principal
- Park Seo-joon como Yoon Hong-dae, un jugador de fútbol convertido en entrenador.[4][5]
- Lee Ji-eun como Lee So-min, una aspirante a directora de producción, que está haciendo un documental sobre el equipo.[6][7][8][9]

### Secundario
- Lee Hyun-woo como Kim In-sun.[10]
- Kim Jong-soo como Kim Hwan-dong.[11][12]
- Ko Chang-seok como Jeon Hyo-bong.[13]
- Jung Seung-gil como Son Beom-soo.
- Yang Hyun-min como Jeon Moon-soo.
- Hong Ahn-pyo como Young-jin.
- Heo Joon-seok como Hwang In-guk, el secretario general del club.[14]
- Lee Ha-neui como Byeong-sam.
- Baek Ji-won como Sun-ja, la madre de Hong-dae, buscada por la policía.[15][16]
- Nam Min-woo.
- Park Hyung-soo como el jefe Kim.[17]
- Lee Seung-joon.
- Lee Eun-jae como Kyung-jin/Yoo-mi.
- Oh Min-joon.
- Lee Ji-hyun como Jin-joo.[18]
- Jung Soon-won como un detective.[19]
- Kim Myung-joon como Chang-ryeol.
- Lee Hae-woon.
- Kim Han-sol como un jugador japonés de fútbol.

### Apariciones especiales
- Kang Ha-neul como Sung-chan.[20][21]
- Park Moon-sung como comentarista de fútbol.[22]
- Park Myung-hoon como un periodista.[22]
- Cho Woo-jong como un locutor.[22]
- Jo Hyang-gi como una presentadora.[23]

## Producción
Dream es el undécimo largometraje en la carrera de Lee Byeong-heon (tras títulos como Tazza: The Hidden Card, Twenty, What a Man Wants y Extreme Job), quien ha dirigido asimismo series de éxito como Be Melodramatic. En enero de 2020, Park Seo-joon fue elegido para interpretar a Yoon Hong-dae, un jugador de fútbol convertido en entrenador. Park se preparó para su papel yendo al gimnasio. En el mismo mes de enero de 2020 se confirmó que IU protagonizaría el filme junto a Park.
El rodaje comenzó el 7 de mayo de 2020, y la parte coreana del mismo concluyó en el sucesivo mes de octubre. Después estaba previsto seguir rodando en Hungría o Colombia, dependiendo de la situación de la pandemia de Covid-19, pero debido a este mismo motivo y a las agendas de los actores, en julio de 2021 se decidió un aplazamiento hasta 2022. Antes del 8 de febrero el director Lee Byung-hun había volado a Europa para supervisar los escenarios, y el rodaje se reanudó finalmente en marzo, en Hungría. Park Seo-joon viajó a este país el día 3 del mes, después de recuperarse de una infección de Covid-19. El rodaje concluyó el 29 de marzo, y al día siguiente el director y los protagonistas regresaron a Corea del Sur.
El 14 de marzo de 2023 se publicaron el cartel y el tráiler de la película. El 17 de abril se presentó en rueda de prensa celebrada en Megabox COEX, Gangnam-gu, Seúl, y el 24 de abril tuvo lugar un preestreno abierto en el mismo lugar con la presencia del director, los dos protagonistas Park Seo-joon y Lee Ji-eun y otros miembros del reparto.

## Estreno y recepción
Tras dos años de aplazamiento, Dream pudo estrenarse el 26 de abril de 2023. El primer día se exhibió en 1229 salas para 93 417 espectadores, encabezando con estas cifras la taquilla nacional. El 28 de abril había llegado a 347 937 espectadores, que habían dejado una taquilla de 2 444 289 dólares estadounidenses. Al 23 de julio, había alcanzado 1 127 923 espectadores y una recaudación de 8 392 962 dólares, siendo la quinta por este concepto entre las películas surcoreanas estrenadas en 2023.